# ウィリアム・ブラウント (アメリカ合衆国憲法署名者)
ウィリアム・ブラウント（英: William Blount、1749年3月26日-1800年3月21日）は、現在のアメリカ合衆国ノースカロライナの政治家である。アメリカ合衆国憲法制定会議にノースカロライナ代表として出席し、南西部領土の初代かつ唯一の知事となり、民主共和党員としてテネシー州選出のアメリカ合衆国上院議員を務めた (1796年-1797年)。テネシー州の設立に主要な役割を果たした。上院から追放された最初の議員であり、かつ南北戦争以外で追放されたことでは唯一の上院議員でもある。

## 初期の経歴と独立戦争
ブラウントはノースカロライナのバーティ郡ウィンザー近くで、パムリコ川の堤沿いに広大な領地を所有する著名な商人かつ農園主の家に生まれた。
アメリカ独立戦争のとき、第3ノースカロライナ連隊の主計官としての任務を受けた。連隊の主計官は戦場で指揮を執る責任のある将校ではなかったが、連隊参謀の証明書の下で働き、大尉と同じ給与と手当てを引き出した。1777年晩春にジョージ・ワシントンの主力軍がウィリアム・ハウ卿のイギリス軍からフィラデルフィアを防衛しようとする時に、所属する連隊も参加したのでその北への行軍に加わった。ブラウントとその仲間達はこの戦争の重要な戦闘の一つに参戦した。この戦闘では、ワシントンの戦いへの前向きな姿勢と大陸軍の回復力を示すことによって、アメリカ人が戦争を最後まで戦う気でいることをフランスに確信させ、フランスが公然と独立を支持しようという決断に直接影響を与えた。
戦闘後、ブラウントは故郷に戻り、ノースカロライナ邦軍の主計長となり、後に邦の副主計総監となった。その後の3年間、北にあるワシントンの主力軍や南部の諸邦の防衛のための別の軍事行動の双方を支援するために、徴兵や軍隊の再装備という厳しい仕事に親密に関わり続けた。
1780年5月、ヘンリー・クリントン卿が指揮するイギリス軍のためにチャールストンが陥落し、ノースカロライナが侵略されるがままにされた。この時はチャールズ・コーンウォリス将軍の指揮下にあるイギリス軍、ドイツ人傭兵部隊およびロイヤリスト軍に反撃するために、邦は再び新しい部隊を立ち上げる困難さに直面した。ブラウントはこれら市民兵の組織化に関わっただけでなく、彼らと共に戦場に向かいもした。そのノースカロライナ部隊はホレイショ・ゲイツ将軍の下に付いたが、ゲイツは性急にキャムデンでコーンウォリスとの血塗られた戦いを演じた（キャムデンの戦い）。1780年8月16日、ゲイツは右翼に大陸軍正規兵を、左翼にノースカロライナとバージニアの民兵を配置して、前進を命じた。アメリカ軍の兵士達は何週間もの行軍と不十分な食糧のために消耗していた。さらに、民兵の部隊は極最近正規兵に合流したばかりであり、2つの部隊間の規律ある協力体制がまだ整っていなかった。そのような協力体制は、18世紀の戦列を組む戦闘での複雑な歩兵操軍を急拵えの民兵隊が行えると期待される以前の特に必要なことであった。正規軍は容易に敵に向かって前進できたが、民兵は硝煙と混乱の中でその結束を直ぐに失い、イギリス軍に反撃する前にその戦列が崩れてしまった。コーンウォリスは続いて全軍を大陸軍正規兵部隊に仕向けた。1時間も持たないうちにゲイツの軍隊は崩壊した。不適切な戦闘準備の結果として南部ではこれで2度目の敗北であり、若いブラウントは後年に大いに役立つことになる教訓を得た。この戦いはブラウントにとって実戦の終わりともなった。

## 南西部領土の知事
ブラウントは1790年にジョージ・ワシントン大統領によってオハイオ川から南の領土（南西部領土）の知事に任命された。現在のテネシー州パイニーフラッツにあたるロッキーマウントにあるウィリアム・コッブの家で執政を行った。先住民族とのホルストン条約を締結したあとで、領土の首都は新しく設立されるノックスビルに移すと宣言した。ブラウントはこの首都を初代陸軍長官のヘンリー・ノックスに因んでノックスビルと名付けた。ノックスビルに移動したあと、1792年にブラウント邸宅と呼ばれる邸宅の建設を始めた。この邸宅は現在もノックスビルの中心街にあり、人気のある博物館になっている。

## 公職
- ノースカロライナ邦議会議員（1780年-1784年）、短期間議長も務めた。
- 大陸会議代表（1782年-1783年、1786年-1787年）
- フィラデルフィア憲法制定会議代議員（1787年）、憲法に署名した。
- ノースカロライナ州上院議員（1788年-1790年）
- 南西部領土知事、1790年にジョージ・ワシントン大統領によって任命された。ロジャースビルにジョージ・ラウルストンを連れて行き、テネシーでは初めての新聞「ザ・ノックスビル・ガゼット」を発行させた。
- インディアン・南方開発局監督官（1790年-1796年）
- テネシーで最初の州憲法を形作る会議の議長（1796年）
- テネシー州選出アメリカ合衆国上院議員（1796年-1797年）
- テネシー州上院議員（1798年-1800年）

## アメリカ合衆国上院議員
アメリカ合衆国上院議員を務めている時に、ブラウントを巡る事情が急展開して悪化した。1797年、西部の土地に対しておこなっていた投機が深刻な財政危機に陥らせた。同じ年に、クリーク族とチェロキー族を唆してイギリスがスペイン領西フロリダを征服するのを助けるようにする計画を作っていたことが暴露された。この計画を示唆する手紙がジョン・アダムズ大統領の手に渡り、1797年7月3日に上院で公表された。4日後の7月7日、合衆国下院はブラウントの弾劾を票決し、7月8日に上院は25対1という票決でブラウントの上院からの追放を決めた。上院は1798年12月17日に弾劾裁判を始めたが、その解任以上の措置は取られないという理由で、2ヵ月後に告発は取り下げられた。この判断はアメリカ合衆国議会がその議員や元議員に対して取ることのできる行動の制限について重要な判断例となった。
この出来事はブラウントのテネシーにおける経歴を貶めることにはならないように思われた。1798年、テネシー州上院議員に選ばれ、議長にもなった。ブラウントは2年後にノックスビルで死に、第一長老派教会の墓地に埋葬されている。

## 遺産
1792年、南西部領土の知事を務めている時に、ブラウントはノックスビルにブラウント邸宅を建てた。この邸宅は国定歴史建造物になっている。
テネシー州ブラウント郡はブラウントに因んで名付けられた。テネシー州グレンジャー郡とメアリービルはブラウントの妻メアリー・グレインジャー・ブラウントに因んで名付けられたものである。ウィリアム・ブラウント高校、ウィリアム・ブラウント中学およびメアリー・ブラウント小学校はブラウントとその妻に因んで名付けられた。（アラバマ州ブラウント郡は異母弟で後のテネシー州知事ウィリー・ブラウントに因んで名付けられた。）ノースカロライナ州ローリーには、その中心街の真ん中を通るブラウントと名付けた通りがある。
ブラウントはウィリアム・グレインジャー・ブラウント（1784年-1827年、テネシー州下院議員、テネシー州選出アメリカ合衆国下院議員（1815年-1819年））の父である。異母弟ウィリー・ブラウント（1767年-1835年）は、テネシー州知事（1809年-1815年）を務めた。弟のトマス・ブラウント（1759年-1812年）は独立戦争の軍人であり、ノースカロライナ州選出アメリカ合衆国下院議員（1783年-1799年、1805年-1809年、1811年-1812年）を務めた。